# Avanhardstadion (Loetsk)
Het Avanhardstadion (Oekraïens: Стадіон «Авангард») is een multifunctioneel stadion in Loetsk, een stad in Oekraïne. 
Het stadion werd aanvankelijk geopend in 1923 onder de naam Lutskyj Gorodskojstadion. Het stadion heette zo tot 1960 toen de heropening plaatsvond, de naam van het stadion werd in dat jaar ook veranderd in Avanhard. Het werd gerenoveerd tussen 1960 en 1962 en 2003. In het stadion is plaats voor 12.080 toeschouwers. In het stadion ligt een grasveld van 106 bij 75 meter.
Het stadion wordt vooral gebruikt voor voetbalwedstrijden, de voetbalclub Volyn Loetsk maakt gebruik van dit stadion. 